# 广西藤黄
广西藤黄（学名：Garcinia kwangsiensis）是金丝桃科藤黄属的植物，为中国的特有植物。分布于中国大陆的广西等地，生长于海拔600米的地区，常生长在山坡杂木林中，目前尚未由人工引种栽培。

## 别名
广西山竹子（广西植物名录）、春杧果（上思）